# 1724 год в музыке

## События
- Иоганн Себастьян Бах сочиняет Sanctus, в последующем вошедший в состав «Высокой мессы».
- Джон Фредерик Лампе (англ. John Frederick Lampe) переезжает из Саксонии в Великобританию, где и провёл всю оставшуюся жизнь.
- Жозеф Боден де Буамортье переезжает в Париж из Перпиньяна, где быстро сделал карьеру композитора.
- Агостино Стеффани избирается почётным президентом Академии древней музыки (англ. Academy of Antient Musick) в Лондоне.
- Иоганн Адольф Хассе прибыл в Неаполь, где начал учиться у Никола Порпоры.
- Антонио Страдивари создаёт скрипку Le Saraste (сейчас принадлежит Мадридской консерватории).
- Себастьян де Броссар, один из основателей Национальной библиотеки Франции, приобрёл коллекцию рукописей французского короля Людовика XV.
- Ренатус Харрис (англ. Renatus Harris), один из двух самых известных органных мастеров Англии конца XVII — начала XVIII веков, создал свой последний орган, установленный в храме St Dionis Backchurch в лондонском Сити.
- Уильям Крофт опубликовал свой главный труд — «Духовная музыка» (итал. Musica Sacra), первый сборник церковной музыки, изданный в виде нот.

## Классическая музыка
- Иоганн Себастьян Бах —
  - St John Passion (BWV 245, BC D 2a) (первое исполнение 7 апреля Nicolaikirche в Лейпциге).
  - Кантата Sie werden euch in den Bann tun, BWV 44 и около 50 других кантат.
- Жозеф Боден де Буамортье — кантата «Времена года» (фр. Les Quatre Saisons).
- Франсуа Куперен — «Парнас, или Апофеоз Корелли» (фр. Le Parnasse ou l`apotheose de Corelli).
- Бенедетто Марчелло — «Поэтически-гармоническое вдохновение» (итал. Estro poetico armonico), вып. 1.
- Торла О’Каролан — «Джон Друри» (англ. John Drury, к свадьбе местной пары Джона Друри и Элизабет Голдсмит).
- Жан-Филипп Рамо — «Пьесы для клавесина» (фр. Pieces де Clavessin).

## Опера
- Георг Фридрих Гендель —
  - «Юлий Цезарь» (итал. Giulio Cesare).
  - «Тамерлан» (итал. Tamerlano), впервые исполнена в Лондоне.
- Леонардо Винчи — Turno Aricino.
- Антонио Вивальди — Il Giustino.

## Родились
- 26 февраля — Готфрид Генрих Бах, умственно отсталый сын Иоганна Себастьяна Баха (умер 12 февраля 1763).
- 18 июля — Мария Антония Баварская, дочь баварского курфюрста Карла Альбрехта, немецкий композитор, певица, клавесинистка, художница и поэтесса (умерла 23 апреля 1780).
- 29 августа — Джамбаттиста Касти, итальянский поэт и оперный либреттист (умер 5 февраля 1803).
- 1 октября — Джованни Баттиста Кирри (итал. Giovanni Battista Cirri), итальянский виолончелист и композитор (умер 11 июня 1808).
- 8 декабря — Клод Бальбатр, французский органист-виртуоз, клавесинист и композитор (умер 9 мая 1799).

## Умерли
- 24 июня — Иоганн Тайле (нем. Johann Theile), немецкий барочный композитор (родился 29 июля 1646).
- 24 августа — Андреас Кнеллер (нем. Andreas Kneller), немецкий композитор и органист Северо-немецкой школы (родился 23 апреля 1649).

Предположительно — Антонио Куинтавалле (итал. Antonio Quintavalle), итальянский оперный композитор (родился в 1688).